# Scott Fahlman

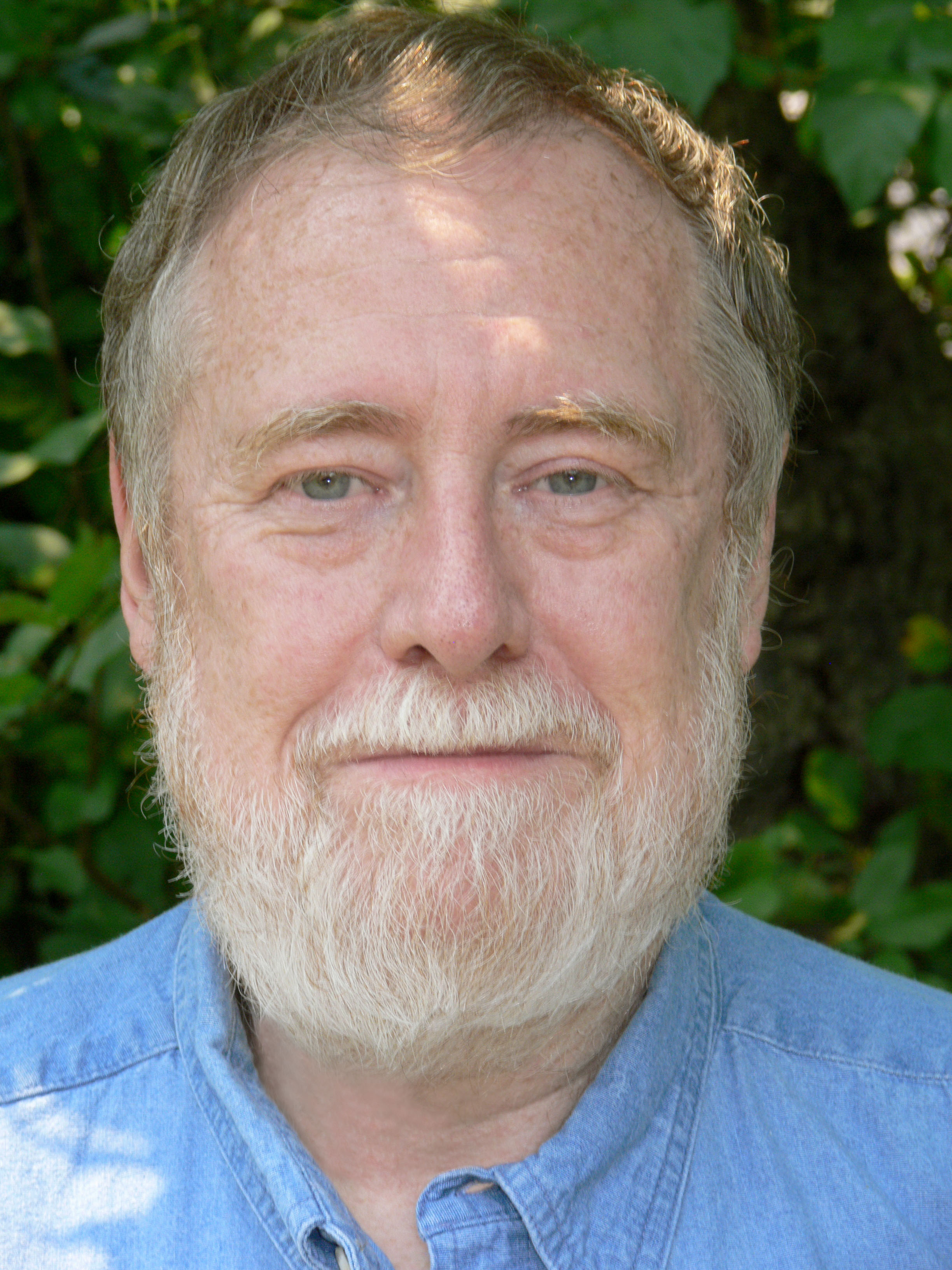
Scott Fahlman

Scott Elliot Fahlman (Medina, Ohio, 21 de marzo de 1948) es un científico de la computación en la Universidad Carnegie Mellon. Se destaca por su temprano trabajo en planeación automatizada en un mundo de cubos, en redes semánticas, en redes neuronales (y, en particular, el algoritmo de correlación en cascada) y en Common Lisp (en particular en el CMU Common Lisp). Recientemente, Fahlman ha estado involucrado en la construcción de una base de conocimiento llamada Scone Knowledge Base, con base parcial en su trabajo de tesis en la red semántica NETL. 
Además, se le acredita como originador de los primeros emoticonos que -pensó- podrían ayudar a las personas en un tablón de mensajes electrónicos a distinguir entre mensajes reales y bromas. Propuso que se usara :-) y :-( para este propósito, y los símbolos agradaron. El mensaje original del cual estos símbolos se originaron se puso el 19 de septiembre de 1982, y fue recuperado en 2002 por un equipo de especialistas de cómputo que buscaban validar el origen, que todavía se disputa.
Este es el mensaje original y su traducción:
```
19-Sep-82 11:44    Scott E  Fahlman             :-)
From: Scott E  Fahlman <Fahlman at Cmu-20c>

I propose that the following character sequence for joke markers:

:-)

Read it sideways.  Actually, it is probably more economical to mark
things that are NOT jokes, given current trends.  For this, use

:-(

```

Propongo la siguiente secuencia de caracteres para marcar bromas: :-) Léase de lado. En realidad, es probable que sea más económico marcar cosas que NO sean bromas, dadas las tendencias actuales. Para esto, úsese :-(

## Títulos
Fahlman recibió su grado de licenciatura y maestría en 1973 del Instituto de Tecnología de Massachusetts MIT. Sus directores de tesis fueron el doctor Gerald Sussman y Marvin Minsky. Es un miembro de la Asociación Americana para la Inteligencia Artificial.
Fue director de tesis de Donald Cohen, David McDonald, David S. Touretzky, Skef Wholey
y Justin Boyan, y desde mayo de 1996 a julio del 2000 dirigió el Justsystem Pittsburgh Research Center.